# بول شابمان
بول شابمان (بالإنجليزية: Paul Chapman)‏ هو موسيقي وملحن وعازف قيثارة بريطاني، ولد في 9 يونيو 1954 في كارديف في المملكة المتحدة.

## وصلات خارجية
- بول شابمان على موقع ميوزك برينز (الإنجليزية)
- بول شابمان على موقع ديسكوغز (الإنجليزية)